# Макович Михайло
Мако́вич Миха́йло (1862, Львів — 22 травня 1920, там само) — львівський скульптор і архітектор.

## Біографія
Народився 1862 року у Львові в українській родині. Будівельну діяльність розпочав 1885 року, отримавши патент мулярського майстра. Власний каменярський заклад знаходився на нинішній вулиці Гіпсовій, 5. Від 1894 року був членом «Товариства розвитку і покращення міста Львова». 1902 року обраний до міської ради Львова. У 1908—1920 роках був головою «Промислового товариства концесійних будівничих, теслів і каменярів». 1898 року, будучи «Курковим королем», планував встановити у парку біля будинку Куркового товариства пам'ятник Шевченкові (не реалізовано). Власним коштом і, ймовірно, за власним проєктом. 1912 року входив до складу журі конкурсу на ескізи дому Ремісничої палати у Львові (1912).
Помер 22 травня 1920 року у Львові, похований на Янівському цвинтарі. У міжвоєнні роки у Львові працював син Маковича — архітектор Михайло Макович-молодший.
Роботи у Львові
- Дім М. Нагірної на вулиці Садівничій, 18 (1890-ті, не збереглася, тепер вулиця Антоновича)[1].
- Власна вілла на нинішній вулиці Коновальця, 88 (1905). Збудована за участі Станіслава Деца. Сецесійний скульптурний декор виконаний Маковичем[1].
- Адаптація під синагогу «Бет Цві Зеф Рапп» частини партеру житлового будинку на вулиці Балабана, 5 у Львові (1906)[4].
- Власні прибуткові будинки на вулиці Колесси, 12-14 (1909)[1].
- проєкт костелу єзуїтів на нинішній вулиці Залізняка (1913, нереалізований)[5].
- Кам'яне скульптурне оздоблення власної чиншової кам'яниці на вулиці Друкарській, 11 (1911—1914)[6][7]. Проєкт фасаду кам'яниці розроблений спільно з архітектором Александером Остеном[8].
- Є ймовірним автором дрібного скульптурного оздоблення будівлі товариства ремісників на нинішній площі Данила Галицького (1913—1916). Нині це будинок обласного театру ляльок.
- Вілла родини Франців на нинішній вулиці Коновальця, 83 (1904)[6].
- Дім родини Франців на нинішній вулиці Коновальця, 97 (1907, зруйновано у 1960-х)[6].